# Liste der Baudenkmäler in Lohausen
Die Liste der Baudenkmäler in Lohausen enthält die denkmalgeschützten Bauwerke auf dem Gebiet von Düsseldorf-Lohausen, Stadtbezirk 5, in Nordrhein-Westfalen. Diese Baudenkmäler sind in der Denkmalliste der Stadt Düsseldorf eingetragen; Grundlage für die Aufnahme ist das Denkmalschutzgesetz Nordrhein-Westfalen (DSchG NRW).

## Baudenkmäler
| Bild                     | Bezeichnung                     | Lage                             | Beschreibung | Bauzeit                  | Eingetragen seit  | Denkmal- nummer |
| ------------------------ | ------------------------------- | -------------------------------- | --- | ------------------------ | ----------------- | --------------- |
| Leuchtenberger Hof       | Leuchtenberger Hof              | Der Grüne Weg 80 Karte           | Die ältesten Gebäude gehen auf die Wasserburg Leuchtenberg zurück. Die Anlage wird heute als landwirtschaftlicher Betrieb genutzt | 14., 17. und 19. Jh.     | 6. Februar 1985   | A 848           |
| Haus Kaesbach mit Garten | Haus Kaesbach mit Garten        | Im Grund 79 Karte                | | 1930–1931                | 26. Februar 1996  | A 1393          |
| weitere Bilder           | St. Mariä Himmelfahrt           | Im Grund 97 Karte                | | 1899                     | 22. April 1985    | A 886           |
|                          |                                 | Im Grund 101 Karte               | | ca. 1800                 | 9. November 1992  | A 1245          |
|                          |                                 | Im Grund 105 Karte               | | 18. Jh.                  | 9. Dezember 1992  | A 1250          |
| weitere Bilder           | Haus Hannemann                  | Lantzallee 18, 20 Karte          | | 1925                     | 8. Oktober 1990   | A 1220          |
|                          |                                 | Lohauser Dorfstraße 44 Karte     | | 18. Jh.                  | 8. Juli 1987      | A 1059          |
|                          |                                 | Lohauser Dorfstraße 47 Karte     | | ca. 1800                 | 21. Dezember 1992 | A 1253          |
| weitere Bilder           | Haus Lantz mit Kapelle und Park | Lohauser Dorfstraße 49, 51 Karte | Heinrich Balthasar Lantz erwarb 1804 den Grund und ließ um 1805/1806 das Herrenhaus auf den Fundamenten der ehemaligen Wasserburg errichten. Die Begräbniskapelle wurde 1878/1879 im neugotischen Stil errichtet. Parkgestaltung (mit exotischen Bäumen) aus dem 19. Jahrhundert. | ca. 1805–1806, 1878–1879 | 29. Juli 1982     | A 191           |
| Lohauser Hof             | Lohauser Hof                    | Lohauser Dorfstraße 53 Karte     | ehemaliges Vorwerk des Hauses Lohausen | 19. Jh.                  | 12. April 1984    | A 580           |
| Wegekreuz                | Wegekreuz                       | Lohauser Dorfstraße o. Nr.       | | 1547 und 1903            | 20. April 1993    | A 1261          |
| Nagelshof                | Nagelshof                       | Nagelsweg 120 Karte              | | 1736–1862                | 3. Dezember 1984  | A 788           |
| Tankstelle               | Tankstelle                      | Niederrheinstraße 90 Karte       | | 1929                     | 22. April 1987    | A 1038          |
| weitere Bilder           |                                 | Niederrheinstraße 157 Karte      | | 1931                     | 31. Oktober 1990  | A 1218          |
| weitere Bilder           | Wohnhaus mit Park               | Niederrheinstraße 239 Karte      | | 1912, 1952–1959          | 18. Juni 1993     | A 1410          |
| weitere Bilder           | Gedächtniskapelle von Spee      | Niederrheinstraße o. Nr.         | Gedächtniskapelle für Franz von Spee, entworfen von Rudolf Wiegmann | 1842                     | 22. Februar 1985  | A 858           |